# Bitka pri Dorileju (1097)
Bitka pri Dorileju, spopad med križarji in Turki Seldžuki, ki se je zgodil  med prvo križarsko vojno, 1. julija 1097 pri Dorileju v Anatoliji. 

## Ozadje
26. junija 1097 so križarji z globokim nezaupanjem do Bizantincev zapustili Nikejo, ki so jo po dolgem obleganju s tajnimi pogajanji brez njihove vednosti zasedli Bizantinci. Cesar Aleksej I. Komnen jih je za sodelovanje bogato poplačal z darili, denarjem in konji, križarji pa kljub temu niso bili zadovoljni, ker so bili prepričani, da bi z ropanjem zavzetega mesta dobili mnogo več.
Križarska vojska se je zaradi lažjega oskrbovanja razdelila v dve skupini. Manjšo predhodnico so vodili Bohemond Tarantski, njegov nečak Tankred, Robert Flandrijski, Robert Curthose in bizantinski general Tatikij. Glavnino so vodili Godfrej Bouillonski, njegov brat Baldvin Boulognski, Rajmond IV. Touluški, Štefan Bloiški in Hugo Vermandoiški.
29. junija so izvedeli, da Seldžuki pri Dorileju pripravljajo zasedo. Turška vojska Kiliça Arslana I., njegovega zaveznika Hasana Kapadoškega, Danišmendov  pod poveljstvom Gazija ibn Danišmenda, Perzijcev in kavkaških Albancev je po trditvah Rajmonda Aguillerskega štela kakšnih 150.000 mož. Fulcher iz Chartresa navaja celo število 360.000 mož. Obe števili sta močno pretirani. Sodobni zgodovinarji omenjajo število 25.000 do 30.000 mož, zadnje raziskave pa kažejo, da je njihova vojska štela samo 6.000 do 8.000 mož.
Križarji so imeli 10.000 do 15.000 vojakov, od tega 8.000 pešakov in 2.000 vitezov na konjih. Vojsko je spremljalo veliko število neoboroženih romarjev. Bohemondova vojska se je 30. junija zvečer po tridnevnem pohodu utaborila na travniku na severnem bregu reke Timbris  blizu ruševin Dorileja, verjetno na mestu današnjega Eskişerirja.

## Bitka
Kiliç Arslan je obkolil Bohemondovo vojsko in jo ob zori 1. julija napadel. Križarji, ki niso imeli izkušenj s takšnimi hitrimi napadi, so bili popolnoma presenečeni. Bohemondovi vitezi so se hitro zbrali, vendar njihovi posamični protinapadi Turkov niso mogli odvrniti. Turki so vdrli v križarski tabor in posekali neoborožene romarje in neoklopljene pešake, ki zaradi zmede in panike niso uspeli organizirati obrambe. Bohemondovi vitezi so zatem razjahali in oblikovali obrambno črto in uspeli v sredini tabora zbrati romarje in pešake. Ženske so med bitko vojakom nosile vodo. 
Turški lokostrelci na konjih so napadali na njihov ustaljen način: hitremu napadu in izstrelitvi puščic je sledil hiter umik še preden so križarji lahko krenili v protinapad. Med težko oklopljenimi vitezi je bilo zaradi lokostrelcev bolj malo žrtev, zelo veliko pa jih je bilo med neoklopljenimi pešaki in konji. Bohemond je glavnini križarske vojske poslal sporočilo o napadu in poskušal vzdržati do njenega prihoda. 
Križarska vojska se je morala zaradi pritiska Turkov umakniti na breg reke Timbris. Močvirno obrežje reke je bilo premehko za konje, zato je vsaj malo zaščitilo križarje pred napadi konjenikov. Oklopljeni vitezi so oblikovali krog, s katerim so zaščitili neoklopljene pešake in neoborožene romarje. Turško obstreljevanje se je kljub težavam nadaljevalo in povzročilo več kot 2.000 žrtev, med katerimi so bili tudi oklopljeni vitezi.  Bohemondovi vojaki so v nasprotju z ukazom občasno v majhnih skupinah napadli nasprotnika. Takšne skupine so Turki pobili ali jih prisilili k umiku. 
Okoli poldneva se je v tabor prebil Godfrej s petdeset vitezi, popoldne pa še več manjših skupin križarjev. Z naraščanjem števila žrtev se je turški pritisk vedno bolj krepil in križarji so se morali umakniti z močvirnega brega na rečne sipine. Branilci so vzdržali in po približno sedmih urah bitke dočakali prihod vitezov Rajmonda Touluškega, ki so Turke napadli z boka in jih pognali v neurejen beg. To je križarjem omogočilo, da so oblikovali novo obrambno črto z Bohemondom, Tankredom, Robertom Normandijskim in Štefanom Bloiškim na levem krilu, Rajmondom in Robertom Flandrijskim v sredini in Godfrejem in Hugom Vermandoiškim na desnem krilu. S pozivom "hodie omnes divites si Deo placet effecti eritis" (če bo Bog dal, boste danes vsi obogateli) so napadli Turke. Silovitost normanskega napada je Turke presenetila, vendar se niso umaknili, dokler ni sredi popoldneva na bojišče prišel papežev legat Ademar, ki je napadel turško zaledje in tabor. Ko so Turki videli svoj tabor v plamenih, so se umaknili. 

## Posledice
Križarji so po bitki zaplenili  Kiliç Arslanovo blagajno in vsaj za nekaj časa resnično obogateli. Po turškem porazu se je Kiliç Arslan odpravil proti vzhodu in križarjem omogočil skoraj neoviran pohod skozi Anatolijo do Antiohije. Po tri mesece trajajočem napornem pohodu v poletni vročini so križarji oktobra 1097 začeli oblegati Antiohijo. 
Bizantinski cesar Aleksej I. Komnen je med pohodom križarjev skozi Anatolijo dosegel nekaj ciljev, zaradi katerih jih je poklical v svoje cesarstvo in ponovno zasedel nekaj izgubljenih ozemelj. Ivan Dukas je v letih 1097-1099 ponovno vzpostavil bizantinsko oblast na Hiosu, Rodosu, Smirni, Efezu, Sardisu in Filadelfiji. Aleksejeva hčerka Ana Komnena je bizantinske uspehe pripisala Aleksejevi spretni politiki in diplomaciji, zgodovinarji križarskih vojn pa njegovi podlosti in hinavščini.

## Druga bitka pri Dorileju
Druga bitka pri Dorileju se je bíla med drugo križarsko vojno 25. oktobra 1147. Kralj Konrad III. je ostal brez zalog in se je ustavil v Dorileju, da bi se odpočil. Turki so ga napadli in popolnoma uničili njegovo vojsko. Ostanki vojske so se vrnili v Evropo, Konrad pa se je pridružil francoskemu kralju Ludviku VII.. Druga križarska vojna je doživela popoln polom.